# HAT-P-26
HAT-P-26 är en ensam stjärna i mellersta delen av stjärnbilden Jungfrun. Den har en skenbar magnitud av ca 11,76 och kräver åtminstone ett teleskop för att kunna observeras. Baserat på parallaxmätning på ca 7,0 mas, beräknas den befinna sig på ett avstånd på ca 302 ljusår (ca 93 parsek) från solen. Den rör sig bort från solen med en heliocentrisk radialhastighet på ca 15 km/s.

## Egenskaper
HAT-P-26 är en orange till gul stjärna i huvudserien av spektralklass K1 V. Den har en massa som är ca 0,81 solmassa, en radie som är ca 0,78 solradie och har en effektiv temperatur av ca 5 100 K.
En undersökning 2015 kunde inte finna någon följeslagare kring stjärnan, även om en röd dvärg med en temperatur av 4 000 +100−350 misstänks cirkulera i en vid bana kring stjärnan.

## Planetsystem
År 2010 upptäcktes en transiterande het Neptunusliknande exoplanet. Den transiterande planeten HAT-P-26b upptäcktes av HATNet-projektet med teleskop på Hawaii och Arizona. Planeten bildas sannolikt genom accretion av stoftpartiklar. Överföringsspektrumet för HAT-P-26b togs 2015, med bästa anpassning till antingen molnfri atmosfär eller atmosfär med lågt liggande molndäck. Planetens atmosfäriska sammansättning mättes 2019 och vattenångans volymfraktion på 1,5 +2,1−0,9 procent upptäcktes. HAT-P-26 är utarmad på kol, C/O-förhållandet har minskat till mindre än 0,33. Atmosfären innehåller också lättmetallhydrider. Den uppmätta planettemperaturen är 563 +58−54 K.
År 2019 har analysen av transittidsvariationen av HAT-P-26b antytt närvaro av en andra planet i konstellationen i en vid bana med en omloppsperiod av 1 141dygn.
I augusti 2022 infördes detta planetsystem bland 20 system som skulle namnges av det tredje NameExoWorlds-projektet.
| Planet         | Massa                 | Halv storaxel (AE) | Siderisk omloppstid (d) | Excentricitet | Inklination | Radie              |
| -------------- | --------------------- | ------------------ | ----------------------- | ------------- | ----------- | ------------------ |
| b              | ≥ 0,0585 ± 0,00717 MJ | 0,0479 ± 0,0006    | 4,234516 ± 0,000015     | 0,124 ± 0,060 | 88,6 ± 0,9° | 0,5647 ± 0,0517 RJ |
| c (obekräftad) | -                     | 1 141              | -                       | -             | -           | -                  |